# Епархия Озориу
Епархия Озориу (лат. Dioecesis Osoriena) — епархия Римско-Католической церкви с центром в городе Озориу, Бразилия. Епархия Озориу входит в митрополию Порту-Алегри. Кафедральным собором епархии Озориу является церковь Непорочного Зачатия Пресвятой Девы Марии.  

## История
10 ноября 1999 года Римский папа Иоанн Павел II издал буллу «Apostolicum supremi», которой учредил епархию Озориу, выделив её из apxиепархии Порту-Алегри и епархии Кашиас-ду-Сула.

## Ординарии епархии
- епископ Thadeu Gomes Canellas (1999—2006)
- епископ Jaime Pedro Kohl (2006 — по настоящее время)

## Источник
- Annuario Pontificio, Ватикан, 2007
- Булла Apostolicum supremi  (лат.)